# Croácia nos Jogos Paralímpicos de Verão de 2012
A Croácia foi um dos participantes dos Jogos Paralímpicos de Verão de 2012, na cidade de Londres, no Reino Unido.

## Desempenho

### Natação
Masculino
| Atletas         | Evento                | Preliminares | Preliminares | Final       | Final       |
| Atletas         | Evento                | Marca        | Posição      | Marca       | Posição     |
| --------------- | --------------------- | ------------ | ------------ | ----------- | ----------- |
| Matija Grebenic | 100 metros livre - S5 | 1min30s23    | 10º          | Não avançou | Não avançou |
| Kasper Zysek    | 400 metros livre - S9 | 4min37s39    | 10º          | Não avançou | Não avançou |